# Maurská vodárna
Maurská vodárna je stavební objekt v Lednicko-valtickém areálu na břehu Zámecké Dyje. Vodárna se nachází asi 250 m severně od lednického zámku, s jehož areálem je od roku 1995 chráněna jako národní kulturní památka. Tato stavba v maurském stylu byla navržena architektem Jiřím Wingelmüllerem (1810–1848) tak, aby částečně sloužila jako parní lázně a zavlažovací systém parku. Součástí byla turbína, která vyráběla elektřinu pro zámek a hospodářské budovy. Turbínu nainstaloval Viktor Kaplan.
V 60. letech 20. století byla postavena nová vodárna na protilehlém břehu, přesto je objekt využívaný k zavlažování parkových ploch parku a jeho zásobovací služby užitkovou vodou využívají také další podniky. Vzniklo zde informační centrum a stylová kavárna v orientálním stylu.